# История на Литва
Наименованието Литва (на латински: Lituae) за първи път е споменато в Кведлинбургските анали в 1009 г. В края на 12 век (според някои изследователи – около 1240 г.) на територията на сегашните Литва и Беларус се образувало Великото литовско княжество.

## Средновековие и нова история

### Велико литовско княжество
Първият известен владетел на Литва е Миндовг (Миндаугас, 1238 – 1263 г.) който е приел християнството през 1251 г. и е бил коронован на 6 юли 1253 г. (национален празник на Литва). През 1261 г. обаче се върнал към езичеството. През 13 – 14 век територията на ВЛК стремително нараства и достига бреговете на Черно море. В същото време литовските князе водят тежка борба с Тевтонския орден, който е разбит в 1410 г. в Грюнвалдската битка от обединените войски на Литва и Полша.

### Кревски договор
През 1385 г. Великият литовски княз Ягайло подписва Кревския договор, с който се задължава да обедини Литва и Полша, при положение, че бъде избран за полски крал. В 1386 г. той е коронован, а в 1387 г. официално покръства Литва. От 1392 г. Литва фактически се управлява от великия княз Витаутас (Витовт), братовчед и формален наместник на Ягело. По време на неговото управление (1392 – 1430 г.) Литва достига върха на своето могъщество. От края на неговото управление за държавата окончателно се е закрепило името – „Велико княжество Литовско, Жемайтско и Руско“.

### 16 – 18 век
Кажимеж IV Ягелончик (1440 – 1492) разширява международното влияние на династията Ягелони – подчинява Полша, Прусия, слага своя син на чешкия и унгарския трон. През 1569 г. е сключена уния с Полша в Люблин, съгласно която Литва и Полша се управлява от съвместно избран крал, и държавата има общ Сейм. Правовите системи, армията и правителствата, обаче остават отделни. През 16 – 18 век в Литва ВЛК губи своя литовско-беларуски национален характер, в нея започва да се развива полска култура.

### Разделяне
През 18 век, след Северната война, Полско-литовската държава влиза в упадък и попада под протекторат на Русия. През 1772, 1793 и 1795 г. цялата територия на Полша и Литва е поделена между Русия, Прусия и Австрия.

### Световни войни
През Първата световна война Литва е окупирана от Германия (1915).
На 16 февруари 1918 г. във Вилнюс представителството на литовския народ – Съвет на Литва (Lietuvos Taryba) – провъзгласява независима Литва.
В периода 1920 – 1922 г. литовската държава е призната от международната общност. Тъй като Вилнюс, историческата столица на Литва, през 1920 – 1939 г. е окупиран от Полша, той се е считал за официална столица, а временна столица става Каунас.
На 15 юни 1940 г. на територията на Литва са въведени съветски войски. Литва е присъединена към СССР като една от съюзните социалистически републики. Тогава е присъединен и Вилнюския край.
През 1941 – 1944 г. Литва е окупирана от нацистка Германия. От 1944 г., когато Съветската армия разгромява немско-фашистките войски на територията на Литва, до 1991 година тя остава в състава на СССР.

## Съвременна история
На 11 март 1990 г. Върховния Съвет на Литовската Република провъзгласява акт за възстановяване на независимостта на Литва. През 1991 г. Литовската Република е призната от Русия, СССР и международната общност. Същата година е приета за член на ООН.
През 2003 г. е подписан договор за влизане на Литва в Европейския съюз, който е приет на референдум. На 1 май 2004 г. Литва става член на ЕС, НАТО.